# FC Iskra-Stal Rîbnița
Maillots
Le Fotbal Club Iskra-Stal Rîbnița (en russe : Футбольный клуб Искра-Стал Рыбница), plus couramment abrégé en FC Iskra-Stal Rîbnița, est un club moldave de football fondé en 2005 et basé dans la ville de Rîbnița, en Transnistrie.
Le club évolue actuellement en Divizia A. Son stade est le Stade Orășenesc.

## Histoire
Le FC Iskra-Stal Rîbnița est fondé en 2005 et évolue en Divizia Națională depuis la saison 2006-2007. Lors de cette première saison en première division, le club termine neuvième sur dix équipes engagées dans la compétition. En 2007-2008, Rîbnița se classe en sixième position sur un total de douze équipes. 
En 2008-2009, le club termine à la troisième place du classement derrière le FC Sheriff Tiraspol et le FC Dacia Chișinău et se qualifie pour la première fois de son histoire pour une compétition européenne. Il participe à la Ligue Europa 2009-2010 et entre en compétition au deuxième tour de qualification où il affronte les Bulgares du Tcherno More Varna. Le match aller se déroule en Bulgarie le 16 juillet 2009 et voit les locaux s'imposer 1-0. Le match retour a lieu le 23 juillet 2009, le FC Iskra-Stal Rîbnița s'incline à domicile 3-0 et est donc éliminé de la compétition.
Rîbnița se classe deuxième du championnat en 2009-2010 derrière le Sheriff Tiraspol et participe ainsi à la Ligue Europa 2010-2011. Au deuxième tour de qualification, il est opposé à un club suédois, l'IF Elfsborg. Le match aller se déroule en Suède et l'IF Elfsborg s'impose à domicile 2-1. Le match retour a lieu en Moldavie le 22 juillet 2010, l'IF Elfsborg s'impose sur le score de 1-0 et élimine ainsi le FC Iskra-Stal Rîbnița.

## Bilan sportif

### Palmarès
| \| - Championnat de Moldavie : - Vice-champion : 2009-10. - Coupe de Moldavie : - Vainqueur : 2010-11. - Supercoupe de Moldavie : - Finaliste : 2011. \| \| - Championnat de Transnistrie : - Champion : 2016 , 2019, 2021, 2023 . - Coupe de Transnistrie : - Vainqueur : 2019. - Supercoupe de Transnistrie : - Vainqueur : 2023. \| |  | |
| - Championnat de Moldavie : - Vice-champion : 2009-10. - Coupe de Moldavie : - Vainqueur : 2010-11. - Supercoupe de Moldavie : - Finaliste : 2011. |  | - Championnat de Transnistrie : - Champion : 2016 , 2019, 2021, 2023 . - Coupe de Transnistrie : - Vainqueur : 2019. - Supercoupe de Transnistrie : - Vainqueur : 2023. |

### Bilan européen
Note : dans les résultats ci-dessous, le score du club est toujours donné en premier
| Saison    | Compétition  | Tour            | Club               | Domicile | Extérieur | Total |
| --------- | ------------ | --------------- | ------------------ | -------- | --------- | ----- |
| 2009-2010 | Ligue Europa | Deuxième tour Q | Tcherno More Varna | 0 - 3    | 0 - 1     | 0 - 4 |
| 2010-2011 | Ligue Europa | Deuxième tour Q | IF Elfsborg        | 0 - 1    | 1 - 2     | 1 - 3 |
| 2011-2012 | Ligue Europa | Deuxième tour Q | NK Varaždin        | 1 - 1    | 1 - 3     | 2 - 4 |

Légende
- Victoire ou qualification pour le tour suivant
- Match nul
- Défaite ou élimination de la compétition

## Personnalités du club

### Présidents
- Ilia Freidkine
- Andreï Youdine

### Entraîneurs
- Sergheï Sîrbu (juin 200 – juin 2007)
- Vlad Goian (janvier 2008 – décembre 10)
- Iurie Blonari (janvier 2011 – novembre 12)
- Veaceslav Rusnac (novembre 2012– ?)
- Valeriy Chaly

### Joueurs notables
- Serghei Alexeev
- Artiom Gaiduchevici
- Artur Ioniță
- Nicolae Josan
- Alexandru Popovici